# Carouge à calotte rousse
Chrysomus ruficapillus
Espèce
Répartition géographique
Statut de conservation UICN

 LC  : Préoccupation mineure
Le Carouge à calotte rousse (Chrysomus ruficapillus), également appelé Troupiale à tête marron, est une espèce de passereau de la famille des ictéridés.

## Distribution
Il occupe les basses terres (en dessous de 500 m) dans tout l’est et le sud du Brésil, l’est de la Guyane française, le sud-est de la Bolivie, le Paraguay, l’Uruguay et le nord-est de l’Argentine.  Il est relativement abondant.

## Systématique
Synonyme : Agelaius ruficapillus.
D'après Alan P. Peterson, cette espèce est constituée des sous-espèces suivantes :
- Chrysomus ruficapillus frontalis  (Vieillot) 1819
- Chrysomus ruficapillus ruficapillus  (Vieillot) 1819

## Habitat
Il niche dans les marais et les phragmitaies.  Il cherche sa nourriture dans une variété d’habitats, incluant les zones agricoles, les fossés, tous les milieux humides.  Il affectionne les plantations de riz où il peut faire des ravages.

## Nidification
Le Carouge à calotte rousse niche en colonie.  Le nid fait de matière végétale est placé dans la végétation émergente à environ 1 m au-dessus de l’eau.  Les nids sont souvent à moins d’un mètre les uns des autres.  La couvée comprend trois œufs. Il est parfois l’hôte du Vacher luisant.

## Comportement
Le Carouge à calotte rousse est très grégaire, autant pendant qu’en dehors de la saison de nidification.  En dehors de la saison des nids, il peut former des groupes de plusieurs milliers d’individus.